# Ogórek kołobrzeski

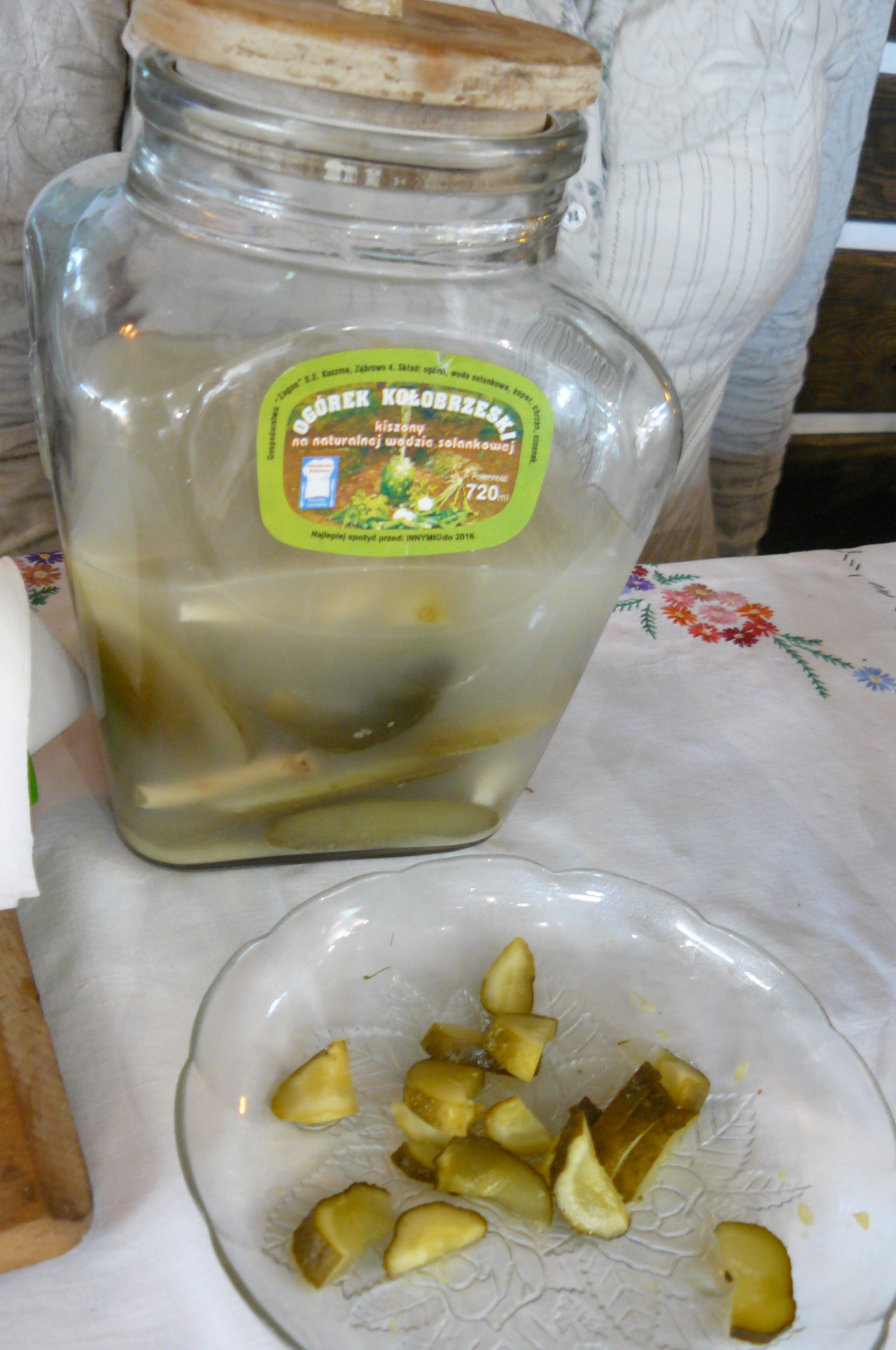
Ogórki kołobrzeskie

Ogórek kołobrzeski – regionalny produkt warzywny, charakterystyczny dla gminy Gościno pod Kołobrzegiem. 24 maja 2006 wpisany na polską Listę produktów tradycyjnych.

## Historia
Kołobrzeskie źródła solankowe wykorzystywane były w różnych celach już w VII–VIII wieku. Zastosowanie solanki do kiszenia ogórków datuje się już od czasów sprzed II wojny światowej. Polscy osadnicy po 1945 kontynuowali to dziedzictwo. Tradycyjnie kołobrzeskie ogórki kisi się z dodatkiem czosnku, korzenia chrzanu i łodyg kopru. Przygotowane są na bazie wody pozyskiwanej ze źródła solankowego nr 18 w Kołobrzegu.
W 2004 produkt zdobył pierwsze miejsce w konkursie „Nasze Kulinarne Dziedzictwo – Smaki Regionów” (Poznań) w kategorii produktów i przetworów pochodzenia roślinnego, a w 2005 w tym samym konkursie zdobył nagrodę „Perły”. Tę samą nagrodę w 2018 zdobył pokrewny produkt regionalny – kiszone zielone pomidory na solance kołobrzeskiej.

## Charakterystyka
Ogórki użyte do przygotowania przetworu powinny być cylindryczne, średnio długie (5–10 cm), zielone z jaśniejszymi smugami, typu grubobrodawkowego, w przekroju mięsiste i jędrne, z widocznymi nasionami. Muszą pochodzić z ziemi kołobrzeskiej przy zachowaniu zasad rolnictwa ekologicznego.

## Smak
Smak jest uzależniony od czasu fermentacji. Ogórek małosolny winien być lekko kwaśny z charakterystycznym posmakiem świeżej fermentacji, delikatnie słony, mieć niepowtarzalny smak i zapach dzięki mikroelementom zawartym w naturalnej solance ze źródeł solankowych znajdujących się na wyspie Solnej w Kołobrzegu. Ogórek kiszony powinien być bardziej kwaśny, o niepowtarzalnym smaku i zapachu czosnku, kopru i chrzanu.